# Voatsiperifery-Pfeffer
|  | Dieser Artikel wurde aufgrund von formalen oder inhaltlichen Mängeln in der Qualitätssicherung Biologie im Abschnitt „Pflanzen“ zur Verbesserung eingetragen. Dies geschieht, um die Qualität der Biologie-Artikel auf ein akzeptables Niveau zu bringen. Bitte hilf mit, diesen Artikel zu verbessern! Artikel, die nicht signifikant verbessert werden, können gegebenenfalls gelöscht werden. Lies dazu auch die näheren Informationen in den Mindestanforderungen an Biologie-Artikel. Begründung: Vollprogramm |

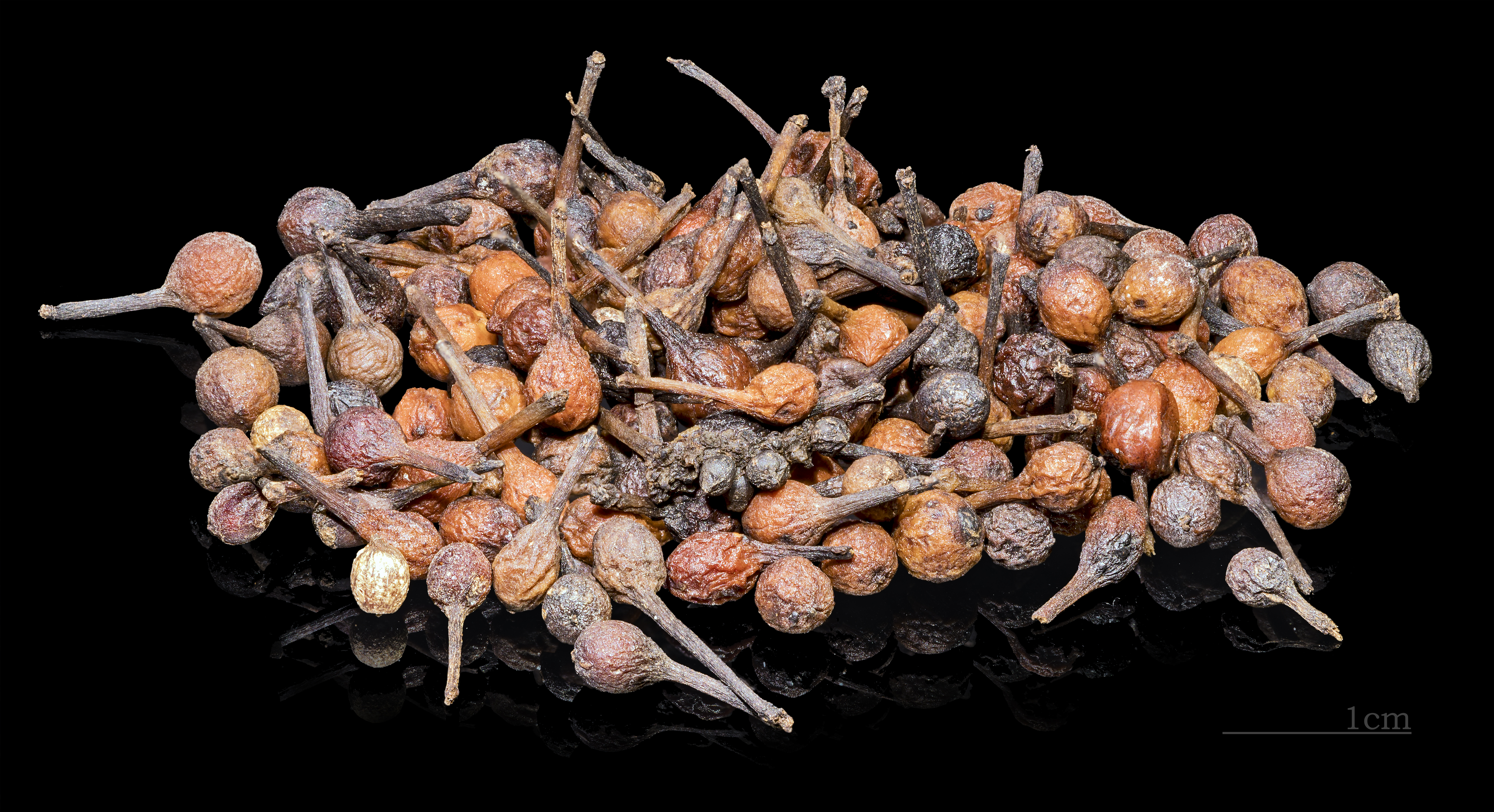
Getrocknete Beeren

Voatsiperifery-Pfeffer (Piper borbonense), auch Bourbon- oder Madagaskar-Pfeffer genannt, ist eine Pflanzenart aus der Gattung Piper. Er kam ursprünglich möglicherweise nur auf den Maskarenen vor und nicht in Madagaskar.

## Beschreibung
Piper borbonense wächst als verholzende Kletterpflanze, Liane, viele Meter hoch. Die Sprossachsen sind kahl. Die gestielten Blätter sind wechselständig. Sie sind kahl, ledrig, ganzrandig und spitz bis zugespitzt, eiförmig sowie oft leicht herzförmig.
Piper borbonense ist zweihäusig diözisch. Es werden kurze und blattgegenständige, vielblütige Ähren gebildet. Die männlichen sind länger und schlanker. Die eingeschlechtlichen Blüten sind ohne Blütenhülle.
Die kleinen, ellipsoiden und steinfruchtartigen Früchte zeichnen sich durch ihre rote Farbe und den typischen, langen „Stielansatz“ aus.

## Verwendung
Die seltenen, getrockneten Früchte werden als Gewürz genutzt und wie Kubeben-Pfeffer verwendet. Die Früchte sind stark aromatisch. Da der Pfeffer aus Wildsammlungen stammt und die Pflanze erst ab 10 bis 20 Meter Höhe Früchte trägt, ist die Jahresernte sehr gering und sein Preis eher hoch. Ähnlich verwendet werden Piper pachyphyllum und Piper heimii aus Madagaskar.